# Podul de Aur (Vietnam)
Podul de Aur (în vietnameză Cầu Vàng) este un pod pietonal⁠(d) de 150 metri lungime din stațiunea Bà Nà Hills, lângă Da Nang, Vietnam. Este conceput pentru a conecta stația de telecabină cu grădinile (evitând o pantă abruptă) și pentru a oferi o vedere pitorească și ca atracție turistică. Podul se învârte în jurul său și are două mâini uriașe, construite din fibră de sticlă și plasă din sârmă, concepute să arate ca niște mâini din piatră care susțin structura.
Clientul proiectului a fost Sun Group. A fost proiectat de TA Landscape Architecture (sub conducerea Ho Chi Minh City University of Architecture⁠(d)), cu sediul în Ho Chi Minh City. Fondatorul companiei, Vu Viet Anh, a fost proiectantul principal al proiectului, cu Trần Quang Hùng ca proiectant de pod și Nguyen Quang Huu Tuan ca manager de design. Construcția a început în iulie 2017 și a fost finalizată în aprilie 2018; podul a fost deschis publicului în iunie 2018.